# ユニチカ・フェニックス (バスケットボール)
ユニチカ・フェニックス（UNITIKA Phoenix）は、かつて存在した女子バスケットボールチームである。

## 歴史
1949年に大日本紡績（日紡）本店女子バスケットボール同好会として大阪市東区（現・中央区）で創部。全日本実業団で3位に入る。1954年に東住吉区（現・平野区）の平野工場に統合され日紡平野に改称。
1956年に監督就任した女子バスケットボール界の名将尾崎正敏の指導により1958年のオールジャパンで初優勝。1964年に大日本紡績がニチボーに社名変更したことに伴い、ニチボー平野に変更。1965年からは8連覇を成し遂げるとともに、1967年創設の日本リーグでも第1回での優勝以来7連覇を達成（リーグ連覇記録は1998年にシャンソン化粧品が、オールジャパン連覇記録は2021年にENEOSがそれぞれ更新）。その間、1968年まで「国内公式戦171連勝」を記録し、貝塚工場の女子バレーボール部とともにニチボーの名を知らしめることになる。特に1971年日本リーグではベスト5を独占した。国際大会でも1967年より朴正煕杯争奪東南アジア女子バスケットボール選手権大会に単独チームとして出場し、1969年の同大会で優勝した。
1969年にニチボーが日本レイヨンと合併してユニチカが発足すると平野工場は閉鎖され、女子バスケットボール部は三島郡島本町の山崎工場に移転し、ユニチカ山崎に変更。なお、日本レイヨンにも女子バスケットボール部（1956年創部）があったが、こちらはユニチカ宇治となり、ユニチカ山崎とは別のチームとして活動を続けることになった。1975年の世界選手権では尾崎監督を始め、ユニチカ山崎の選手が主力として活躍し銀メダル獲得に貢献した。1976年にユニチカ宇治が解散。1977年にユニチカ山崎工場が会社分離により大阪染工となったことに伴い、拠点名を廃してユニチカに変更。
女子日本リーグ7連覇後は日立戸塚、第一勧銀が力を付けてきたもののこれらと並んで3強として君臨していた。だが、尾崎が監督を退任して現場を離れると、共同石油、シャンソン化粧品といった新興勢力の台頭にも押され、1980年のオールジャパンを最後にタイトルから遠のく。その後も低迷は続き、遂には実業団リーグ降格となる。
1991年に女子バレーボール部とともに「フェニックス」のチーム愛称を加えてユニチカ・フェニックスに変更。1994年、全日本実業団で優勝。1995-96年には日本リーグ2部を制し、入れ替え戦でも富士通を下し1部復帰を果たす。
1998年、かつてユニチカ宇治が本拠地としていた京都府宇治市に移転。
長引く景気低迷のため1999年のWリーグへのリニューアルを前にしてトップリーグから撤退（翌年には女子バレーボール部が休部となり、東レへ移籍）。以降は京都府の大会に参加し、2000年・2001年の2年連続でオールジャパン出場も果たしたが、2004年廃部。
獲得した全国タイトル数は計33回で、ENEOSサンフラワーズ（旧共同石油）についで2番目に多い。

## 過去の成績

### 旧日本リーグ
| 年度 | リーグ       | ディビジョン | 回 | レギュラーシーズン | レギュラーシーズン | レギュラーシーズン | セミファイナル | セミファイナル | ファイナル | ファイナル | 最終結果 |
| 年度 | リーグ       | ディビジョン | 回 | 勝                 | 敗                 | 順位               | 勝             | 敗             | 勝         | 敗         | 最終結果 |
| ---- | ------------ | ------------ | -- | ------------------ | ------------------ | ------------------ | -------------- | -------------- | ---------- | ---------- | -------- |
| 1967 | 日本リーグ   | 日本リーグ   | 1  | 7                  | 0                  | ?                  | ?              | ?              | ?          | ?          | 優勝     |
| 1968 | 日本リーグ   | 日本リーグ   | 2  | 7                  | 0                  | ?                  | ?              | ?              | ?          | ?          | 優勝     |
| 1969 | 日本リーグ   | 日本リーグ   | 3  | 7                  | 0                  | ?                  | ?              | ?              | ?          | ?          | 優勝     |
| 1970 | 日本リーグ   | 日本リーグ   | 4  | 10                 | 0                  | ?                  | ?              | ?              | ?          | ?          | 優勝     |
| 1971 | 日本リーグ   | 日本リーグ   | 5  | 10                 | 0                  | ?                  | ?              | ?              | ?          | ?          | 優勝     |
| 1972 | 日本リーグ   | 日本リーグ   | 6  | 8                  | 2                  | ?                  | ?              | ?              | ?          | ?          | 優勝     |
| 1973 | 日本リーグ   | 日本リーグ   | 7  | 9                  | 1                  | ?                  | ?              | ?              | ?          | ?          | 優勝     |
| 1974 | 日本リーグ   | 日本リーグ   | 8  | 8                  | 2                  | ?                  | ?              | ?              | ?          | ?          | 準優勝   |
| 1975 | 日本リーグ   | 日本リーグ   | 9  | 8                  | 2                  | 位                 |                |                |            |            | 準優勝   |
| 1976 | 日本リーグ   | 日本リーグ   | 10 | 6                  | 4                  | 位                 |                |                |            |            | 準優勝   |
| 1977 | 日本リーグ   | 日本リーグ   | 11 | 8                  | 2                  | 位                 |                |                |            |            | 優勝     |
| 1978 | 日本リーグ   | 1部          | 12 | 7                  | 3                  | 位                 |                |                |            |            | 準優勝   |
| 1979 | 日本リーグ   | 1部          | 13 | 7                  | 3                  | 位                 |                |                |            |            | 3位      |
| 1980 | 日本リーグ   | 1部          | 14 | 6                  | 4                  | 位                 |                |                |            |            | 3位      |
| 1981 | 日本リーグ   | 1部          | 15 | 4                  | 6                  | 位                 |                |                |            |            | 4位      |
| 1982 | 日本リーグ   | 1部          | 16 | 4                  | 6                  | 位                 |                |                |            |            | 5位      |
| 1983 | 日本リーグ   | 1部          | 17 | 1                  | 9                  | 位                 |                |                |            |            | 6位      |
| 1984 | 日本リーグ   | 1部          | 18 | 9                  | 5                  | 位                 |                |                |            |            | 4位      |
| 1985 | 日本リーグ   | 1部          | 19 | 6                  | 8                  | 位                 |                |                |            |            | 5位      |
| 1986 | 日本リーグ   | 1部          | 20 | 6                  | 8                  | 位                 |                |                |            |            | 5位      |
| 1987 | 日本リーグ   | 1部          | 21 | 2                  | 12                 | 位                 |                |                |            |            | 8位      |
| 1988 | 日本リーグ   | 1部          | 22 | 7                  | 8                  | A4位               |                |                |            |            | 7位      |
| 1989 | 日本リーグ   | 1部          | 23 | 6                  | 9                  | C5位               |                |                |            |            | 12位     |
| 1990 | 日本リーグ   | 2部          | 24 | 12                 | 3                  | 位                 |                |                |            |            | 準優勝   |
| 1991 | 日本リーグ   | 2部          | 25 | 12                 | 3                  | 位                 |                |                |            |            | 準優勝   |
| 1992 | 日本リーグ   | 2部          | 26 | 2                  | 12                 | 位                 |                |                |            |            | 7位      |
| 1993 | 実業団リーグ | 実業団リーグ | 26 | ?                  | ?                  | 位                 |                |                |            |            | 優勝     |
| 1994 | 日本リーグ   | 2部          | 28 | 9                  | 6                  | 位                 |                |                |            |            | 3位      |
| 1995 | 日本リーグ   | 2部          | 29 | 13                 | 2                  | 位                 |                |                |            |            | 優勝     |
| 1996 | 日本リーグ   | 1部          | 30 | 9                  | 13                 | 位                 |                |                |            |            | 7位      |
| 1997 | 日本リーグ   | 1部          | 31 | 5                  | 6                  | 位                 |                |                |            |            | 3位      |
| 1998 | 日本リーグ   | 1部          | 32 | 3                  | 8                  | 位                 |                |                |            |            | 8位      |

※日本リーグ1部の第22回（1988年）から第23回（1989年）まではA（アンドロメダ）、C（カシオペア）のディビジョン制を導入。
- 全日本総合バスケットボール選手権大会：優勝15回
- 日本リーグ：優勝8回
- 全日本実業団選手権：優勝4回
- 国体：優勝6回

## 主な歴代所属選手
- 下園洋子
- 大川節子
- 堀一江
- 林早苗
- 岩本栄子（趙栄順）
- 柳登美子
- 前田洋子
- 熊谷栄子
- 黄蘭子
- 五島豊子
- 坪井妙子
- 脇田代喜美
- 青沼令子
- 門屋加壽子
- 宮本輝子
- 山本幸代
- 古野久子
- 吉野啓子
- 福井美恵子
- 松岡美保
- 佐藤千恵美
- 大谷利恵子
- 松浦淳子
- 石丸純子（元プロ野球選手町豪将の母）
- 小松ひとみ
- 竹村典子
- 堀部涼子
- 桜井もも子（桜井良太の姉）

## その他
- 特に女子においてバスケットボールを始めとする団体球技で使用されている「コートネーム」はユニチカが最初に始めたものである。